# Instituto Electoral de Tlaxcala
El Instituto Tlaxcalteca de Elecciones es un organismo público, autónomo e independiente, de carácter permanente, con personalidad jurídica y patrimonio propio, es responsable de la preparación, organización, desarrollo, vigilancia y validez de los procesos de elección para renovar los poderes legislativo y ejecutivo del Estado, los ayuntamientos y las presidencias de comunidades, de la salvaguarda del sistema de partidos políticos y de los derechos político-electorales de la ciudadanía, de acuerdo con lo que prescriben la constitución local y las leyes aplicables.

## Antecedentes
1986 Se promulga la Ley de Organizaciones Políticas y Procesos Electorales del Estado de Tlaxcala Durante el periodo de gestión del Gobernador del Estado Licenciado Tulio Hernández Gómez, regulando con ello el funcionamiento de la antigua Comisión Estatal Electoral. 
El 15 de enero del 1993 el Licenciado José Antonio Álvarez Lima convoca a los actores políticos y ciudadanos, a participar en la reforma electoral; a propósito, los Partidos Políticos efectuaron foros de consulta e instalaron mesas de trabajo en Municipios como Apizaco, Huamantla, Zacatelco, Calpulalpan y San Pablo del Monte. 
A través de decreto número 59 publicado en el Periódico Oficial del Gobierno del Estado el día 12 de julio de 1994, el Congreso del Estado de Tlaxcala reformó el artículo 10 de la Constitución Política del Estado Libre y Soberano de Tlaxcala, mediante el cual se creó el Instituto Electoral de Tlaxcala, órgano que tendría a su cargo la dirección, organización y vigilancia de las elecciones en el Estado. Derivado de esta reforma, los Diputados del Congreso del Estado aprobaron mediante decreto número 60, publicado en el Periódico Oficial del Gobierno del Estado el día 25 de julio del mismo año, el Código Electoral del Estado de Tlaxcala. 
El 16 de agosto de 1994 Se conforma formalmente el Instituto Electoral de Tlaxcala , integrado por un Consejo General formado por un Presidente, tres Consejeros Diputados, dos Consejeros de los Presidentes Municipales y 8 Consejeros Ciudadanos, así como un representante de cada Partido Político. 
En 1995 El Consejo General incluye la figura del Secretario. 
Con las reformas electorales de 1997, el Consejo General del Instituto Electoral de Tlaxcala, cambio su integración, ahora se conformaría de la siguiente manera: un Presidente, un Secretario Ejecutivo, seis Concejales Electorales propietarios y dos Concejales Supernumerarios y un representante de cada Partido Político. 
Para 1997 se renueva el Consejo General del Instituto Electoral de Tlaxcala, quedando integrado por un Consejero Presidente, seis Consejeros Electorales, con sus respectivos suplentes, además de un Secretario General, así como un representante de cada partido político. 
El 30 de noviembre de 2006, se renueva el Consejo General del Instituto Electoral de Tlaxcala, para el periodo comprendido del uno de diciembre de 2006 al 30 de noviembre de 2009, integrado por una Consejera Presidenta, seis Consejeros Electorales y un Secretario General, de un representante de cada partido político. 
El 24 de noviembre del año 2008, mediante Decreto número 25, publicado en el Periódico Oficial del Gobierno del Estado, la LIX legislatura del Honorable Congreso del Estado emitió diversas reformas y adiciones al Código de Instituciones y Procedimientos Electorales para el Estado de Tlaxcala. 
En cumplimiento al párrafo quinto del artículo 95 de la Constitución Política del Estado Libre y Soberano de Tlaxcala, y el artículo 157 del Código de Instituciones y Procedimientos Electorales del Estado de Tlaxcala, la LIX Legislatura del Honorable Congreso del Estado de Tlaxcala designó a los ciudadanos que integran el Consejo General del Instituto Electoral de Tlaxcala para el periodo comprendido del uno de diciembre de 2009 al 30 de noviembre de 2012; esto mediante Decreto número 124 de fecha 29 de noviembre de 2009. 
Posteriormente, en cumplimiento a la sentencia del Tribunal Federal Electoral del Poder Judicial de la Federación, en los autos de los juicios de revisión constitucional electoral y juicios para la protección de los derechos político-electorales del ciudadano, radicados bajo el número SUP-JRC-92/2009, la LIX Legislatura del Honorable Congreso del Estado de Tlaxcala, por Decreto número 130 de 19 de diciembre de 2009, designó a tres Consejeros Electorales, entre éstos, al Consejero Presidente, quienes integrarían el Consejo General del Instituto Electoral de Tlaxcala para el periodo comprendido del 19 de diciembre de 2009 al 30 de noviembre de 2012. Quedando la integración definitiva del Consejo General por un Consejero Presidente y seis Consejeros Electorales, un Secretario General del Instituto y un representante de los partidos políticos registrados y acreditados ante este órgano electoral. 
Mediante Decreto N.º 126 se designan a los Consejeros Electorales, al Consejero Presidente, a los propietarios y suplentes, así como al Secretario General para un periodo de tres años, comprendido del uno de diciembre 2012 al 30 de noviembre de 2015. 
Acuerdo INE/CG813/2015, por el que se aprueba la designación de la Consejera Presidenta y las y los Consejeros Electorales del Órgano Superior de Dirección del Organismo Público Local Electoral de Tlaxcala, así como los periodos de duración en el cargo. 
De manera consecuente, el dos de septiembre de 2015 se reforma la Ley de Instituciones y Procedimientos para el Estado de Tlaxcala, mediante Decreto N.º 131, mediante el que quedan estipuladas las nuevas atribuciones, así como los mecanismos de interacción y coordinación a que deberá circunscribirse esta autoridad electoral local.
Es así que el 3 de septiembre de 2015 y ante una renovación del Consejo, el Instituto Electoral de Tlaxcala se extingue y se crea el Instituto Tlaxcalteca de Elecciones como el organismo público local que sustituye al antes mencionado.

## Instituto Tlaxcalteca de Elecciones (ITE)

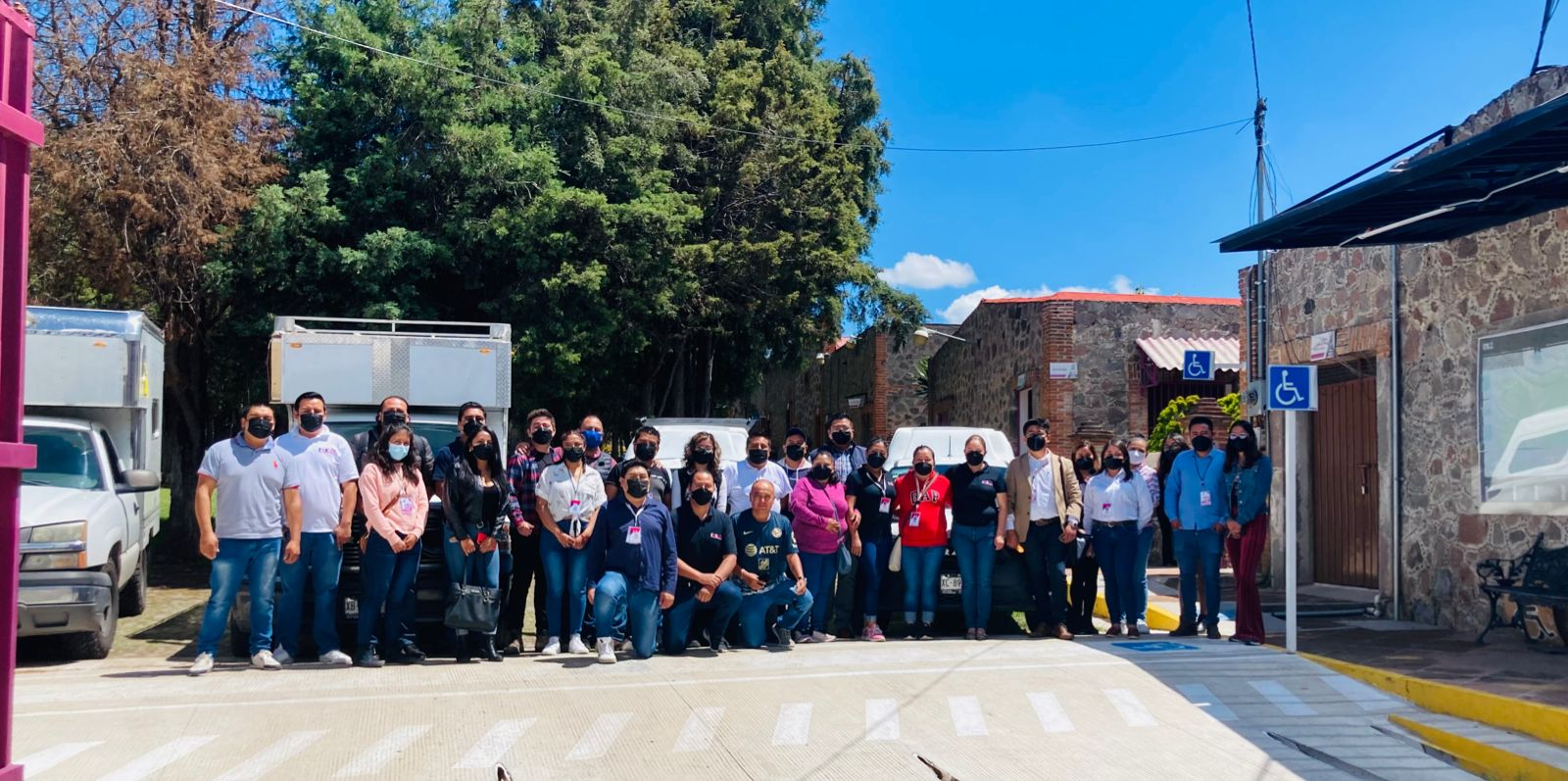
Fotografía tomada a personal del Instituto Tlaxcalteca de Elecciones, durante el proceso de constitución de partidos políticos desarrollado en 2022.

El artículo 20 de la Ley de Instituciones y Procedimientos Electorales para el Estado de Tlaxcala, prevé que el ITE es el depositario de la autoridad electoral de carácter político administrativo dentro del régimen interior del Estado: es responsable del ejercicio de la función estatal de preparación, organización, desarrollo, vigilancia y validez de los procesos de elección para renovar los poderes Legislativo y Ejecutivo del Estado, los ayuntamientos y las presidencias de comunidad, y de la salvaguarda del sistema de partidos políticos y de los derechos político electorales de la ciudadanía; así como de los procesos de consulta ciudadana, de acuerdo con lo que establece la Constitución Política de los Estados Unidos Mexicanos, la Constitución Política del Estado Libre y Soberano de Tlaxcala y las demás leyes aplicables.
Al respecto y de conformidad con los artículos 116 fracción IV, inciso b), de la Constitución Política de los Estados Unidos Mexicanos; 95 párrafos primero y tercero, de la Constitución Política del Estado Libre y Soberano de Tlaxcala; 2 y 19 de la Ley de Instituciones y Procedimientos Electorales para el Estado de Tlaxcala, establecen que el ejercicio de la función estatal electoral corresponde al ITE, que es un organismo público, autónomo e independiente en su funcionamiento y decisiones, de carácter permanente, profesional en su desempeño y dotado de personalidad jurídica y este se rige por los principios de constitucionalidad, legalidad, certeza, autonomía, independencia, imparcialidad, equidad, objetividad, paridad, profesionalismo y máxima publicidad.
- Datos: Q5917301